# Saint-Clet
Saint-Clet (bret. Sant-Kleve) – miejscowość i gmina we Francji, w regionie Bretania, w departamencie Côtes-d’Armor.
Według danych na rok 1990 gminę zamieszkiwały 744 osoby, a gęstość zaludnienia wynosiła 51 osób/km² (wśród 1269 gmin Bretanii Saint-Clet plasuje się na 694. miejscu pod względem liczby ludności, natomiast pod względem powierzchni na miejscu 679.).